# Теофилакт Титуполски
Теофилакт (на гръцки: Θεοφύλακτος) е гръцки духовник от XVIII – XIX век, титуполски епископ, викарий на костурския митрополит.

## Биография
Роден е със светското име Томас (Θωμάς). Около 1774 година е ръкоположен за титулярен епископ на Титуполис и назначен вероятно за викарен епископ на Костурската митрополия. През януари 1786 година е низвергнат поради клевети на един архиерей и поради нарушаване на аргосването, наложено му от Патриаршията по същата причина. Около 1789 година е възстановен и става викарен епископ на Костурската епархия. Около 1800 година той отива във Влашко и служи като викарен епископ на Угровлашката митрополия. Умира около 1806 година във Влашко.